# Parque nacional de Laem Son
El parque nacional de Laem Son es un área protegida que se encuentra en las provincias de Ranong y Phangnga, en el sur de Tailandia. Está situado a 60 kilómetros (37 millas) al sur de Ranong en la costa oeste del país, con 100 kilómetros (62 millas) de costa en el mar de Andaman, siendo la costa protegida más larga de toda Tailandia. El parque nacional marino lleva el nombre de los pinos a lo largo de la costa del cabo. Fue establecido en 1983, como el parque 46.º del país y posee unos 315 kilómetros cuadrados (122 millas cuadradas) de superficie.
El parque es una zona costera con playas, arrecifes de coral, manglares, y una selva tropical. Las islas de Piak Nam Yai y Thao,  se caracterizan por el uso de herramientas de piedra por parte de macacos de cola larga. En 2002, el parque nacional Laemson, el estuario de Kapoe y el estuario Kra Buri se convirtieron en un sitio Ramsar designado.